# Samuel Reshevsky
Samuel Herman Reshevsky (* 26. November 1911 in Ozorków, damals Russisches Reich, heute Polen, als Szmul Rzeszewski; † 4. April 1992 in Suffern, New York) war ein US-amerikanischer Schachmeister polnischer Abstammung.

## Leben

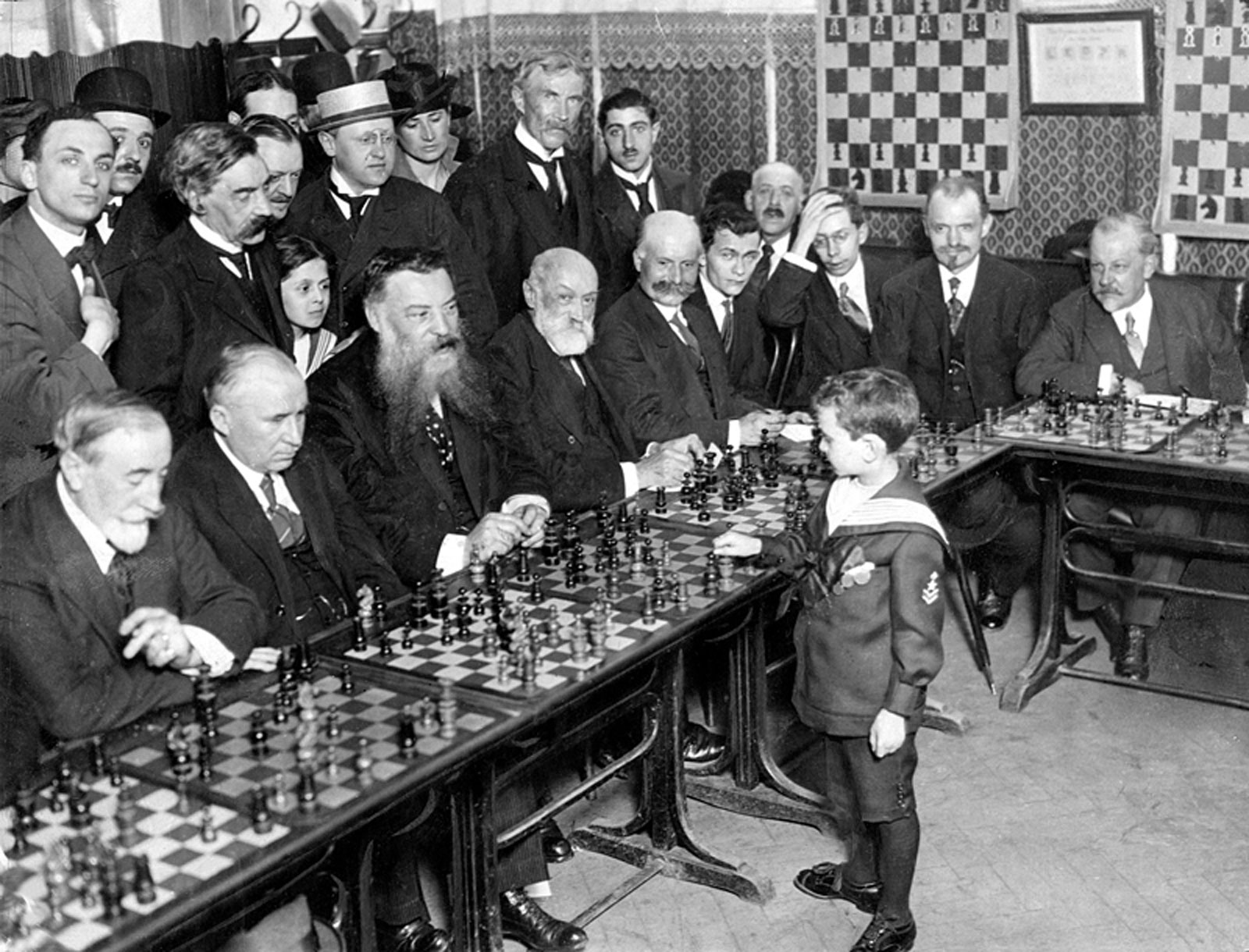
Samuel Reshevsky spielt simultan (1920).

Samuel Reshevsky war das sechste Kind jüdischer Eltern. Schon im Alter von sechs Jahren spielte er simultan gegen mehrere erwachsene Gegner. Im Frühjahr 1917, also im Alter von fünf Jahren, zeigte er bei freien Partien im Neuen Wiener Schachklub eine so erstaunliche Spielstärke, dass einige Beobachter sogar von einem Trick ausgingen (vgl. Goldene Schachzeiten von Milan Vidmar). Unter anderem besiegte er den Meisterspieler Siegfried Reginald Wolf und verlangte auch dem Spitzenspieler Milan Vidmar dessen ganzes Können ab. Als Wunderkind unternahm er 1920 eine Tournee in die USA und blieb dort. Im Alter von elf Jahren gewann er eine Turnierpartie gegen David Janowski. 1923 wurde seine Schachkarriere unterbrochen, er besuchte eine Schule und absolvierte später an der Universität Chicago eine Ausbildung zum Buchhalter, die er 1933 abschloss.
Ab 1935 nahm er wieder an internationalen Turnieren teil. Er gewann ein Turnier in Margate und besiegte dort José Raúl Capablanca. Im Turnier in Nottingham 1936 belegte er den 3.–5. Rang gemeinsam mit Euwe und Fine. Im selben Jahr wurde er erstmals Meister der USA, es folgten die Gewinne der US-Meisterschaft 1938, 1940 und 1946. 1937 gewann er das Turnier in Ķemeri gemeinsam mit Flohr und Petrovs, im Turnier in Semmering/Baden erzielte er den 3./4. Rang. Reshevsky gewann das Turnier in Hastings 1937/38. Im Turnier Leningrad/Moskau 1939 wurde er Zweiter hinter Flohr. 1941 heiratete er seine Frau Norma, mit der er später zwei Kinder (Sylvia und Joel) hatte.
Reshevsky gewann das Turnier Pan American 1945. Beim Turnier um die Schachweltmeisterschaft 1948 belegte er den geteilten 3.–4. Platz. Im Turnier Amsterdam 1950 belegte er den 2. Platz hinter Najdorf, 1951 gewann er das Wertheim Memorial. 1952 teilte er den 1. Platz in Havanna mit Najdorf, im selben Jahr gewann er einen Wettkampf gegen denselben Gegner mit 11:7 und galt in dieser Zeit als bester Spieler der westlichen Welt. Wassili Smyslow sagte über ihn: Ein zäher kleiner Mann mit brillanten Ideen (TIME, 2. November 1953).
Reshevsky spielte in zwei prestigeträchtigen Wettkämpfen gegen die UdSSR am ersten Brett für die amerikanische Mannschaft: 1954 erreichte er ein Unentschieden gegen Smyslow, 1955 besiegte er Michail Botwinnik mit 2,5:1,5.
Reshevsky gewann das Rosenwald-Turnier in New York 1956, in Dallas teilte er 1957 den 1. Rang mit Gligorić. Im Jahre 1958 gewann er ein Turnier in Haifa/Tel Aviv, 1960 gewann er gemeinsam mit Kortschnoi das Turnier in Buenos Aires. 1961 gestaltete er einen Wettkampf gegen Bobby Fischer über elf Partien mit 5½:5½ unentschieden. 1968 verlor er im Viertelfinale des Kandidatenturniers gegen Kortschnoi. 1969 gewann er ein Turnier in Netanja sowie die US-Meisterschaft. 1971 gewann Reshevsky zum siebten und letzten Mal die Landesmeisterschaft, in Palma de Mallorca belegte er den 3./4. Platz. Er blieb bis ins hohe Alter schachlich aktiv und nahm noch 1989 an mehreren stark besetzten Turnieren teil. Samuel Reshevsky starb 1992 nach einem Herzinfarkt.
Seine beste historische Elo-Zahl vor Einführung der Elo-Zahlen betrug 2785. Er erreichte sie im Oktober 1953. Er war auch zeitweise (für insgesamt 14 Monate zwischen 1942 und 1953) hinsichtlich seiner historischen Elo-Zahl der beste Spieler der Welt.
Aufgrund seiner internationalen Erfolge erhielt er 1950 von der FIDE den Titel Großmeister verliehen.

## Nationalmannschaft
Reshevsky nahm mit den Vereinigten Staaten an den Schacholympiaden 1937, 1950, 1952, 1958, 1964, 1968, 1970 und 1974 teil. Mit der Mannschaft gewann er 1937 und erreichte 1974 den dritten Platz, in der Einzelwertung gelang ihm 1950 das drittbeste Ergebnis am Spitzenbrett. 
Im Jahre 1970 wurde er für den Wettkampf UdSSR gegen den Rest der Welt ans sechste Brett der Weltauswahl nominiert und erreichte gegen Wassili Smyslow ein 1,5:1,5-Unentschieden.